# Luis Mendo
Luis Mendo (Madrid, 1948) és un compositor, músic i cantant espanyol. Membre fundador del grup Suburbano, amb el seu amic inseparable Bernardo Fuster. Coautor de cançons populars com La Puerta de Alcalá, a més d'acompanyar en enregistraments i concerts a artistes com Luis Eduardo Aute, Ana Belén, Pablo Guerrero, Luis Pastor, Joaquín Sabina o Vainica Doble.

## Trajectòria
Es va iniciar com a músic autodidacta en grups com "Malasaña" i acompanyant a cantautorés com Chicho Sánchez Ferlosio, Hilario Camacho o Elisa Serna. En 1970, a través de la seva amistat amb Las madres del cordero es va incorporar al grup de teatre independent Tábano, amb ocasió de les representacions de Castañuela 70 al teatre de la Comedia de Madrid. Va romandre sis anys amb aquest grup participant activament en els seus muntatges i gires per Europa i Amèrica, en el que segons les seves pròpies paraules, va anar per a ell "una escola de vida... Jo tenia vint anys en el 68, així que pot dir-se que sóc un genuí fill del famós Maig; però en realitat crec que és més exacte dir que sóc de la generació de Castañuela 70. I aquest és un dels millors orgulls de la meva vida".
Veí actiu del madrileny barri de Vallecas, allí va quallar amb Fuster la creació de la banda de folk rock Suburbano, que la va presentar al públic el 6 de maig de 1979, al local del col·lectiu cultural El Gayo Vallecano, continuador de Tábano. Els padrins van ser: el productor discogràfic i creador del segell «Guimbarda» Manuel Domínguez i el cantautor portuguès Fausto; i els companys d'aventura: Lorenzo Solano, músic de jazz, Rafael Puertas, provinent de la música clàssica i Michel Lacomba.
Entre les produccions per a grans muntatges pot citar-se la seva creació per al Pavelló dels Descobriments de la Expo'92. En el pla de gestió laboral i continuant la seva labor en el SIM (Sindicat Independent de Músics) és un dels vicepresidents de la AIE (Societat d'Artistes Intèrprets o Executants d'Espanya).

## Obra musical
D'entre la seva obra musical, tant a Suburbano com s bandes sonores de pel·lícules i col·laboracions per a televisió, hom pot destacar:

### AmbSuburbano
- Suburbano (1979)
- Fugitivos (1993)
- La puerta de Alcalá (1994)
- De cine (1995)
- París-Tombuctú (1999)
- 20 años y un día (2000)
- Sisa y Suburbano cantan a Vainica Doble (2005)

### Per teatre
A més de tot el produït per Tábano entre 1970 i 1976, ha musicat obres com: Séneca o el beneficio de la duda d'Antonio Gala; Geografía y motor d'Álvaro del Amo; Maribel y la extraña familia de Miguel Mihura; La tentación vive arriba” (musical espanyol de 2001).

### Per cinema
- Makinavaja (1993 i 1994) i de la sèrie de TV
- Entre rojas (1995)
- La ley de la frontera (1995)
- París-Tombuctú (1999)
- Pata Negra (2000)
- El otro lado de la cama (2002)
- Atles de geografia humana (2007)

### Per televisió
- Delirios de amor (1989)
- Colegio Mayor (1995)
- Ana y los siete (2002)
- El pasado es mañana (2005)
- Cuéntame como pasó (2010) premi ATV